# Cibicidinella
Cibicidinella es un género de foraminífero bentónico de la subfamilia Cibicidinae, de la familia Cibicididae, de la superfamilia Planorbulinoidea, del suborden Rotaliina y del orden Rotaliida. Su especie tipo es Cibicidinella soliorum. Su rango cronoestratigráfico abarca el Holoceno.

## Clasificación
Cibicidinella incluye a las siguientes especies:
- Cibicidinella foliorum
- Cibicidinella limbata
- Cibicidinella ornata
- Cibicidinella soliorum